# Walter Schottky
Walter Schottky (ur. 23 lipca 1886 w Zurychu, zm. 4 marca 1976 w Pretzfeld w Niemczech Zachodnich) – niemiecki fizyk.

## Życiorys
Studiował fizykę na Uniwersytecie Fryderyka Wilhelma w Berlinie. W roku 1912 obronił pracę doktorską na temat szczególnej teorii względności, ogłoszonej zaledwie siedem lat wcześniej. Jego profesorem był Max Planck – jeden z twórców teorii kwantowej.
Do najważniejszych osiągnięć Schottky’ego należą:
- wynalezienie (wspólnie z Erwinem Gerlachem) mikrofonu wstęgowego – używanego do dziś w profesjonalnej rejestracji dźwięku
- udoskonalenie lamp elektronowych (w latach 1915–1919, podczas pracy dla Siemensa)
- rewolucyjne badania teoretyczne na temat szumów termicznych i śrutowych w urządzeniach elektronowych
- odkrycie dziur w paśmie walencyjnym półprzewodnika
- zaproponowanie dyfuzyjnej teorii przepływu prądu przez złącze metal–półprzewodnik
- stworzenie podwalin do budowy diody nazwanej jego nazwiskiem.

Przeszedł na emeryturę w 1958 roku i resztę życia spędził w Pretzfeld. Zmarł w dwa lata po wprowadzeniu na rynek przez koncern Siemens diod opartych na złączu metal–półprzewodnik do zastosowań mikrofalowych.